# Irena Frisch
Irene Frisch (ur. 3 maja 1931 w Drohobyczu, jako Irena Bienstock, zm. 7 listopada 2021) – pisarka pochodzenia żydowskiego urodzona w Polsce.
Urodziła się w rodzinie handlarza nićmi Izraela i jego żony Ewy, miała starsze rodzeństwo – siostrę Polę i brata. Rodzice do opieki nad dziećmi zatrudniali opiekunkę Franciszkę Babecką, która odegrała w ich życiu bardzo ważną rolę. Po wkroczeniu do Drohobycza wojsk niemieckich rodzina Bienstocków znalazła się w getcie, ojciec Ireny został aresztowany i wywieziony do obozu koncentracyjnego. W tym czasie brat Ireny zachorował na zapalenie płuc i zmarł w wyniku powikłań. W Wigilię Bożego Narodzenia 1941 r. Franciszka Babecka wyprowadziła Irenę z getta, a w styczniu 1942 również jej matkę i siostrę i ukrywała je w swoim mieszkaniu przez dwa i pół roku. Było to dodatkowo utrudnione faktem, że miejsce ukrycia było pokojem powstałym z podzielenia dużego salonu ścianą z uszczelnionej dykty, a sąsiedzi nie wiedzieli nic o ukrywanej rodzinie. Po wkroczeniu latem 1944 r. Armii Czerwonej Bienstockowie mogli przestać się ukrywać. W 1945 podczas akcji repatriacyjnej odnalazł się ojciec Ireny i całą rodziną zamieszkali w Legnicy. W 1949 r. wyjechała do RFN, gdzie studiowała na Uniwersytecie w Heidelbergu. W pierwszej połowie lat 50. XX wieku wyjechali do Izraela, tam Irena kontynuowała studia na Uniwersytecie Hebrajskim w Jerozolimie. Od 1960 r. Irena Frisch mieszka w Teaneck w stanie New Jersey (USA), ukończyła bibliotekoznawstwo na Columbia University. Ze swoją wybawicielką miała kontakt do końca jej życia, spotkały się w USA w latach 70. XX wieku. Jest autorką opowiadań, w których wspomina swoje przeżycia z czasów II wojny światowej oraz daje świadectwo okrucieństwa Holocaustu, ale również bezinteresownej pomocy ze strony obcych ludzi. Większość jej twórczości jest powszechnie dostępna na stronie internetowej poświęconej pamięci Anne Frank.